# Nacaduba neon
Nacaduba neon är en fjärilsart som beskrevs av Hans Fruhstorfer 1916. Nacaduba neon ingår i släktet Nacaduba och familjen juvelvingar. Inga underarter finns listade i Catalogue of Life.